# Дорофіївка (Новоукраїнський район)
Дорофі́ївка — село в Україні, у Смолінській селищній громаді Новоукраїнського району Кіровоградської області. Населення становить 121 осіб.  Орган місцевого самоврядування — Смолінська селищна рада.

## Населення
Згідно з переписом УРСР 1989 року чисельність наявного населення села становила 154 особи, з яких 63 чоловіки та 91 жінка.
За переписом населення України 2001 року в селі мешкала 121 особа.

### Мова
Розподіл населення за рідною мовою за даними перепису 2001 року:
| Мова       | Відсоток |
| ---------- | -------- |
| українська | 90,91 %  |
| молдовська | 8,26 %   |
| російська  | 0,83 %   |